# Messianismo
Il lemma messianismo o messianesimo indica una visione del mondo incentrata sull'attesa di un Messia.

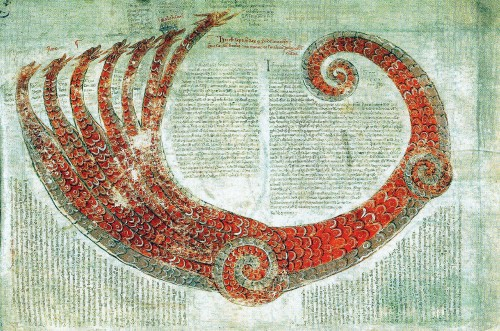
Drago a sette teste che simboleggia le sette persecuzioni della Chiesa cristiana prima della parusia, tra le illustrazioni messianiche di Gioacchino da Fiore.

Il concetto si sviluppò a partire dallo Zoroastrismo e si consacrò definitivamente con le religioni abramitiche, sebbene anche altre famiglie di religioni abbiano dei messianismi più o meno sviluppati.

## Caratteristiche
In generale, il messianismo denota un'attesa di rinnovamento e trasformazione radicale della società da parte di un popolo, dovuta alla venuta di un salvatore in Israele, o al ritorno di Gesù per i cristiani.
In un ambito ancor più generale, il messianismo è il quadro delle varie esperienze religiose e socio-religiose (miti messianici, culti di attesa messianica, attivismo profetico, nozione dell'evoluzione del tempo sacro, ecc.), che riflettono un'ideologia del progressivo esaurirsi della storia verso un termine di rinnovamento totale (o verso vari termini di rinnovamento successivi) e verso l'avvento di un mondo nuovo. 
Il Messianismo è quindi spesso, ma non sempre, connesso con l'escatologia e le concezioni relative alla consumazione del mondo. Il Messianismo si caratterizza, inoltre, per una tensione profetica. Esso, cioè, si instaura in una crisi di attesa rinnovatrice, più intensamente avvertita quando più sono acuti i motivi conflittuali, fra le condizioni reali e le condizioni ideali.

### Religioni abramitiche
Ricorre nella predicazione apostolica di Paolo di Tarso e dei primi cristiani il tema della Parusia, cioè della seconda manifestazione di Gesù, presente anche alla fine dell'Apocalisse di Giovanni evangelista (Ap 22:20), in cui assume toni millenaristici. Nuove attese messianiche di una rinascita religiosa si ebbero nelle aspirazioni spirituali del Duecento italiano, presenti soprattutto nelle predicazioni di Gioacchino da Fiore, e nella mistica filosofica tedesca.
Con Heidegger si è avuta nel Novecento una ripresa di queste tematiche, legate anche alla teologia negativa agostiniana e neoplatonica, che concepisce Dio come absconditus, nascosto, ma che si attua nella storia, «dando» se stesso (cioè rivelandosi) attraverso il tempo.

#### Messianismo ebraico
Secondo il giudaismo, il Messia è il futuro re d'Israele, della stirpe di Davide, Redentore del popolo ebraico e del genere umano. 

La Cristianità identifica il Messia con Gesù Cristo, in quanto discendente diretto di re Davide e Redentore del genere umano.
La parte ebraica (o ebraico-cristiana) che riconobbe il Messia nel Gesù storico è la stessa che lo accettò anche come Dio. Tali ebrei battezzati in acqua e Spirito Santo Dio, nel Nome della Trinità, si professarono comunque fedeli alle prescrizioni religiose, alimentari, famigliari e sociali del giudaismo tradizionale e alla verità dell'Antico Testamento, senza smarrire la propria identità nazionale, storica e culturale che era quella ebraico-greca e riconfermata nella sua origine ebraico-greco-cristiana.

Nel corso dei secoli la prospettiva messianica si sviluppa con accenti nazionalistici a marcare la differenza con un'attualità empia e infelice.
Ad esempio nel Libro di Isaia è possibile leggere accenni (Isaia 2,4 e 69,7) al Messia (che significa letteralmente «Unto del Signore»): il Messia, essendo Re davidico, è in grado di offrire una vera prospettiva di gloria e giustizia a Israele e alle nazioni; bisogna rilevare, infatti, che la concezione del Regno del Messia rimane intatta nella tradizione giudaico-cristiana ortodossa.
Tra Ottocento e Novecento infine si sviluppa infine il cosiddetto messianismo liberale, che vedeva nel sionismo e nella ricostituzione di uno Stato ebraico l'inizio di un'epoca di progresso materiale e spirituale per l'intera umanità sotto la guida del popolo giudeo.

#### Messianismo islamico

Linea del tempo secondo l'escatologia islamica.

Secondo la religione Islamica, Gesù Cristo è il Messia profetizzato nell'Antico Testamento, inteso come il Messia del popolo di Israele, non come Dio. Cristo è ritenuto davanti agli uomini ed Allah come il primo dei profeti biblici, ma come secondo per importanza a Maometto, indicato anche come il Profeta per antonomasia.
Secondo l'escatologia il Mahdi apparirà alla fine dei tempi e dovrà contrastare il Dajjāl (l'equivalente dell'Anticristo, destinato a governare il mondo per 40 giorni), il quale sarà infine sconfitto dalla seconda venuta di Gesù (destinato a governare il mondo per 40 anni, prima del giorno del giudizio definitivo).

### Messianismo russo
Il messianismo russo è una tendenza della cultura russa tra il XIX e il XX secolo, che si richiama all'idea di una grande missione di fratellanza universale e salvezza spirituale da svolgere nel mondo da parte del popolo russo. Si ritrovano tracce di questa riflessione in Solov'ëv, Berdjaev, Dostoevskij, Tolstoj.

Dostoevskij, in particolare, sente la possibile vocazione rinnovatrice del popolo russo all'interno della fede ortodossa, in contrapposizione a cattolicesimo e protestantesimo, in una chiave di "comprensione" universale:
(Fëdor Dostoevskij, dal discorso dell'8 gennaio 1880, in onore di Puškin)

### Nelle altre religioni
Il messianismo è considerato una caratteristica tipica della cultura ebraica, ma non esclusiva di essa. 

Il messianismo è un aspetto dell'escatologia di varie religioni: Zoroastrismo (Saoshyant), Buddismo (Maitreya), Induismo (Kalki) e Bábismo.
Il Rastafarianesimo identifica il Messia della tradizione biblica con Hailé Selassié, e l'Etiopia come il luogo d'origine e la Terra Promessa per i neri d'Africa e d'America.